# Smug (wyspa)
Smug – wyspa w północno-zachodniej Polsce, w cieśninie Świnie (część Stara Świna). Znajduje się pomiędzy Karsiborem a wyspą Bielawki. Wyspa nie jest zamieszkana.
Administracyjnie należy do miasta Świnoujście. Znajduje się w obszarze specjalnej ochrony ptaków „Delta Świny” oraz obszarze ochrony siedlisk „Wolin i Uznam”.